# Matryca (obróbka plastyczna)

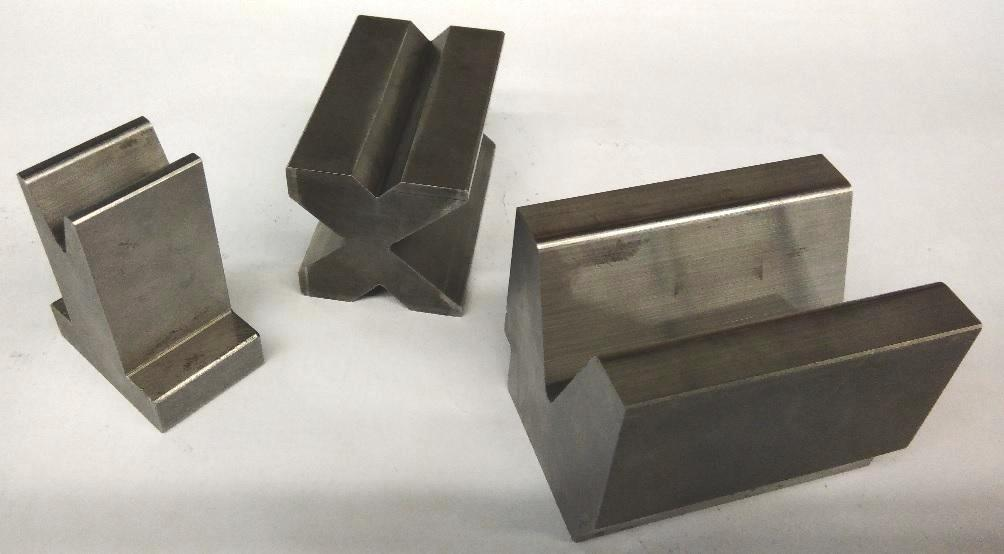
Matryce prasy krawędziowej

Matryca  (obróbka plastyczna) – narzędzie do obróbki plastycznej. Matryce mocowane są np. do belki dolnej lub stołu prasy kształtując obrabiany przedmiot w procesie gięcia, wycinania, dziurkowania, tłoczenia itp. Części robocze matryc wykonywane są ze stali narzędziowej i powinny mieć twardość 56-60 HRC. Dla zwiększenia trwałości mogą być także wykonane z węglików spiekanych. W wykrojnikach stemple mają ostre krawędzie i są dopasowane z niewielkim luzem do otworów wykonanych w płycie tnącej.